# 譫妄
譫妄，旧称急性意识错乱状态，是以严重意识紊乱、定向力障碍、兴奋性增高为特征的突发脑功能改变，在病因学上属于非特异性的急性脑器质性综合征。患者急性起病，病程短暂，病情发展迅速，常出现幻觉、躁动不安、过度兴奋，且注意力涣散、感觉错乱、思维及言语混乱。可见于感染、脑肿瘤、中毒、药物毒性反应、撤药反应、癫痫、脑外伤、缺氧、电解质紊乱等情况，發展過程通常數小時到數天。
作為一種症候群，譫妄表現為注意力、意識和高級認知等產生障礙。譫妄患者可能會出現其他神經精神障礙，包括精神運動活動的變化（例如：精神运动性激越、精神运动性迟滞）、晝夜節律紊亂、情緒障礙和知覺障礙（例如幻覺和妄想）。
在診斷上，譫妄包括急性精神錯亂綜合徵，以及作為其基底的器質性過程（英語：organic process）；後者器質性過程被稱作急性腦病變（英語：acute encephalopathy）。譫妄的原因可能是大腦內部的疾病過程，也可能是大腦外部之影響過程。譫妄可能是潛在疾病（如感染或缺氧）、藥物副作用、物質中毒（如阿片類藥物或致幻劑）、物質戒斷（如酒精戒斷或鎮靜劑戒斷），或多種影響個人整體健康之因素的結果（例如營養不良、疼痛等）。 相反，原發性精神障礙（例如精神分裂症、雙相情感障礙）導致的情緒和行為特徵不符合“譫妄”的診斷標準。
如果不首先確定一個人平常的心智運作或「認知基線」（英語：cognitive baseline），則可能難以診斷譫妄。 譫妄可能與多種精神疾病或慢性器質性腦症候群（英語：organic brain syndrome）相混淆，因為譫妄與癡呆、抑鬱、思覺失調等在醫學徵象方面相重疊。精神錯亂可能發生在已患有精神疾病、基線智力障礙（英語：baseline intellectual disability）或失智症的人身上，但與這些情況完全無關。
譫妄的治療需要識別和管理根本原因，控制譫妄症狀，並降低併發症的風險。在某些情況下，臨時或對症（英語：symptomatic）治療用於安慰患者或促進其他護理（例如防止患者拔出呼吸管）。抗精神病藥物不被支持用於治療或預防住院病人的譫妄；然而，當一個人有幻覺等導致焦慮、哀傷或痛苦等體驗，或針對自己或他人造成潛在危險時，則可以考慮使用它們。當譫妄是由酒精或鎮靜催眠藥物戒斷引起時，通常會使用苯二氮䓬類藥物作為治療方法。實證研究表明，非藥物護理組合可以降低住院患者發生譫妄的風險（參見譫妄#預防）。根據 DSM-5-TR 的文本，雖然譫妄只影響總人口的 1至2%，但到醫院就診的成年人中有 18至35% 會出現譫妄，而 29至65% 的人住院時會出現譫妄。手術後11%至51%的老年人、加護病房中81%的老年人，以及療養院或急性後護理機構中20%至22%的老年人會發生譫妄。 在需要重症監護的患者中，譫妄是隔年死亡的危險因子。

## 醫學徵象
譫妄存在於一系列喚醒水平中，可以是介於正常清醒/警覺和昏迷（低度活動型）之間的狀態，也可以是一種心理生理喚醒增強（高度活動型）的狀態。 它也可以在兩者之間交替（混合型）。 雖然包含注意力、意識和認知的急性障礙，但譫妄症候群包括範圍廣泛的其他神經精神障礙。
- 注意力不集中（Inattention）：譫妄的診斷必須包含注意障礙。 這可能表現為指導、集中、維持或轉移注意力的能力受損。[4]
- 記憶力減退（Memory impairment）：發生在譫妄中的記憶力減退通常是由於無法對新接收之訊息進行編碼，這主要是由於注意力受損。 已存儲之較舊的記憶無需集中注意力即可保留，因此先前形成的長期記憶（即在譫妄發作前形成的記憶）通常在除了最嚴重的譫妄病例之外的所有病例中都得以保留，儘管此類資訊之回憶可能因全面性的認知障礙而受損。
- 定位定向迷失（Disorientation）：一個人可能會對於自我、地點或時間等失去定位及定向認知。
- 雜亂無章的思維（Disorganized thinking）：思考障礙通常表現為言語意義有限且明顯無關緊要，並且可能涉及言語貧乏（英语：Alogia）、聯想鬆散（英语：Derailment (thought disorder)）、持續反覆（英语：Perseveration）、無法聚焦（英语：Tangential speech）以及其他形式思維障礙跡象。
- 語言障礙（Language disturbances）：命名失語症（Anomic aphasia）、誤語症（英语：paraphasia）、理解障礙、書寫障礙（agraphia）和詞彙尋找和運用困難等都涉及語言資訊處理障礙。
- 睡眠/覺醒障礙（Sleep/wake disturbances）：譫妄中的睡眠障礙反映了睡眠/覺醒和晝夜節律調節的破壞，通常以睡眠片段化或甚至睡眠覺醒週期逆轉（即夜間活動，白天睡眠）為特徵，同時也是早期譫妄發作前的徵兆。
- 思覺失調和其他錯誤信念（Psychotic and other erroneous beliefs）：思覺失調的症狀包括多疑、高估的想法和坦率的妄想。譫妄所致之妄想通常形成不良且機械性重複較少，相對精神分裂症或阿爾茨海默症中的情況而言。它們通常與直接環境中迫在眉睫的危險或威脅的迫害主題有關（例如「被護士毒死」）。
- 知覺障礙（Perceptual disturbances）：這些可能包括錯覺，涉及對環境中真實刺激的誤解，或幻覺，涉及對不存在的刺激的感知。
- 情緒不穩定（Mood lability）：對感知或傳達的情緒狀態的扭曲以及情緒狀態的波動可能表現為譫妄（例如，在恐怖、悲傷和開玩笑之間快速變化）。[17]
- 活動量改變（Motor activity changes）：譫妄通常被分為精神高度活動型、低度活動精神活動過度型和混合型[18]，儘管關於它們的流行程度的研究並不一致。[19] 低度活動的病例容易被漏診或誤診為抑鬱症。 一系列研究表明，混合型在潛在的病理生理學、治療需求、功能預後和死亡風險方面存在差異，儘管不一致的混合型定義和較差的低活性混合型檢測可能會影響對這些發現的解釋。[20] 在譫妄的構造下統一精神活動減退和活動過度狀態的概念通常來自 Zbigniew J. Lipowski。[21]

- - 高度活動（Hyperactive）的症狀包括過度警惕、煩躁、快速或大聲說話、易怒、好鬥、急躁、咒罵、唱歌、大笑、不合作、欣快、憤怒、徘徊、容易受驚、快速運動反應、注意力分散、離題、噩夢和持續的想法 （過度活躍的子類型定義為以上至少三個）。[22]
  - 低度活動（Hypoactive）症狀包括警覺性下降、言語稀疏或緩慢、嗜睡、動作緩慢、凝視和冷漠。[22]
  - 混合型（Mixed level of activity）則同時具備高度活動與低度活動症狀並隨機出現。[4]

## 預防與治療
治療已出現的譫妄具挑戰性，因此，最好在譫妄開始之前進行預防。 預防方法包括篩查以確定處於危險中的人，以及基於藥物和非藥物的治療。
在認知風險人群中，估計有 30至40% 的譫妄病例可以預防，而譫妄的高發生率對護理品質產生負面影響。 識別住院患者是否有譫妄之風險，可被用以協助預防發病；這包括 65 歲以上、有認知障礙、正在接受對人體影響重大的手術或患有嚴重疾病的個人；此類人群被建議進行常規譫妄篩查。 包括不同方法在內的個別化預防方法據稱可將老年人的譫妄發生率降低 27%。

### 預防

#### 非藥物性預防
可以藉由使用針對風險因素（例如便秘、脫水、低血氧飽和度水平、無法移動的狀態、視力或聽力障礙、睡眠障礙、功能衰退等）的非藥物方法來預防和治療譫妄，同時去除或盡量減少有問題的藥物。 確保治療環境（例如個別化護理、清晰的溝通、在白天進行充足的照明和定向活動（如藉由時鐘和日曆等確認時刻、日期和季節等、確認彼此指稱之認知、討論時事、在人與物件上放置標示等、討論有關照片或其他紀念物的內容等）、促進睡眠衛生（如最小化夜間聲響和光線之影響）、盡量減少房間搬遷、擁有家庭照片等熟悉的物品、提供耳塞以及充足的營養 、疼痛管理和協助早期活動（英語：early mobilization））也可能有助於預防譫妄。 藥物預防和治療的研究薄弱，不足以提出適當的建議。

### 治療
在大多情況下，譫妄是可逆的；然而，譫妄患者需要針對根本原因進行治療，通常是為了防止受傷和其他與譫妄直接相關的不良後果。
譫妄的治療需要注意多個領域，包括以下內容：
- 識別和治療潛在的疾病或原因
- 解決任何其他可能破壞大腦功能的誘發因素
- 優化大腦恢復的生理運作和條件（例如氧合作用（英語：oxygenation）、水份補充、營養補充、電解質補充、代謝物、評估藥物使用狀況等）
- 檢測和管理痛苦和行為障礙（例如疼痛管理）
- 保持身體移動之可能
- 藉由認知參與和活動之促進幫助康復
- 與發生譫妄的人及其照顧者或護理人員進行有效溝通
- 提供充分的後續行動，包括考慮可能的癡呆症和創傷後應激障礙。[3]

#### 多領域干預
這些干預措施是管理急性譫妄的第一步，並且與譫妄預防策略有許多重疊。 除了治療直接危及生命的譫妄原因（例如低氧、低血壓、低血糖、脫水等）外，干預措施還包括減少環境噪音、優化醫院環境、提供適當的照明、緩解疼痛、促進健康的睡眠喚醒週期，並儘量減少房間的變化。 儘管多元護理和綜合老年護理更專門針對譫妄患者，但多項研究未能找到證據表明它們可以譫妄之持續時間。
家人、朋友和其他看護者可以頻繁的協助消除患者的疑慮，並幫助其進行觸覺和語言定向、認知刺激（例如定期探訪以及提供其熟悉的物件、時鐘、日曆等），以及協助其可以從事活動（例如隨時提供助聽器和眼鏡）。 有時可能需要口頭和非口頭的緩和技巧以消除患者疑慮並使之平靜下來。 束縛被盡可能避免用以干預譫妄；該類方法已被認為是受傷和加重症狀的危險因素，尤其是對於老年住院患者。 在譫妄期間應謹慎使用約束的唯一情況是保護生命維持干預措施，例如氣管插管。
「容忍、預期、不激化」（英語：tolerate, anticipate, don't agitate，縮寫作「T-A-DA」）方法對於老年譫妄患者來說可能是一種有效的管理技術，只要在照顧者和患者的安全不會受威脅的情況下，照顧者容忍並不去挑戰其異常行為（包括幻覺和妄想）。 該模式的實施可能需要在醫院的特定區域進行。 所有不必要的附件都被移除以預期更大的移動可能，並避免過度的重定向/質疑來防止激化。

## 結論
譫妄的發生意謂著身體疾病正在進行或惡化中，一定要仔細查證並治療。家屬以及第一線的醫療人員應了解譫妄症狀並保持警覺性以作緊急的處理。若病患突然意識混亂，請仔細查證身體疾病等可能問題，並請考慮照會精神科進行治療。

## 外部連結
- 譫妄是什麼？一次了解譫妄症狀、治療以及如何預防 - 康健知識庫 （页面存档备份，存于）
- 譫妄症之照護 - 臺北榮總護理部健康e點通 （页面存档备份，存于）